# Glow Stars
Albums de Heather Nova
Blow
(1993)
Glow Stars est le premier album d'Heather Nova, sorti en 1993. Il a été enregistré dans un home-studio, sur un magnétophone 8 pistes à cassettes.

## Liste des pistes
Toutes les chansons sont composées par Heather Nova.
1. Bare – 4:24
2. My Fidelity – 4:21
3. Spirit in You – 4:00
4. Shell – 4:10
5. Glow Stars – 3:07
6. Ear to the Ground – 4:40
7. Second Skin – 3:48
8. Mother Tongue – 3:24
9. All the Way – 1:10
10. Frontier – 4:13
11. Shaking the Doll – 3:50
12. Talking to Strangers – 3:23

## Musiciens
- Heather Nova - guitare, claviers, voix
- David Ayers - guitare
- Danny Hammond - guitar
- Colin Payne - claviers

## Production
- Producteur : Felix Tod
- Ingénieur du son : Felix Tod
- Mixage : Felix Tod
- Arrangements de cordes : Colin Payne
- Photo de couverture : Andy Vella